# U 608 (Kriegsmarine)
De U 608 was een type VIIC U-boot van de Duitse Kriegsmarine tijdens de Tweede Wereldoorlog. 

## Geschiedenis
De U 608 nam tussen 16 tot 20 maart 1943 deel aan de aanval op het konvooi HX-229. 
31 januari 1944 - De U 608 schoot een Britse Vickers Wellington van Squadron 172/K neer.
De U 608 lanceerde drie torpedo's naar de torpedobootjager HMS Highlander, maar ze misten hun doel.
De U 608 werd op 10 augustus 1944 in de Golf van Biskaje, nabij La Rochelle, tot zinken gebracht, op positie 46° 30′ 0″ NB, 3° 8′ 0″ WL door dieptebommen van de Britse sloep HMS Wren en door bommen van een Brits B-24 Liberator-vliegtuig van Squadron 53/C. De 52 opvarenden werden door de Britse sloep opgepikt.

## Commandanten
- 5 februari 1942 - 12 januari 1944: Kptlt. Rolf Struckmeier
- 21 januari 1944 - 10 augustus 1944: Oblt. Wolfgang Reisener